# Senna tonduzii
Senna tonduzii är en ärtväxtart som först beskrevs av Paul Carpenter Standley, och fick sitt nu gällande namn av Howard Samuel Irwin och Rupert Charles Barneby. Senna tonduzii ingår i släktet sennor, och familjen ärtväxter. Inga underarter finns listade i Catalogue of Life.